# Corlăteni (gmina w okręgu Botoszany)
Corlăteni – gmina w Rumunii, w okręgu Botoszany. Obejmuje miejscowości Carasa, Corlăteni, Podeni i Vlădeni. W 2011 roku liczyła 2211 mieszkańców.